# Сістерніга
Сістерніга (ісп. Cistérniga) — муніципалітет в Іспанії, у складі автономної спільноти Кастилія-і-Леон, у провінції Вальядолід. Населення — 8055 осіб (2010).
Муніципалітет розташований на відстані близько 160 км на північний захід від Мадрида, 6 км на південний схід від Вальядоліда.

## Демографія
Динаміка населення (INE ):

## Галерея зображень

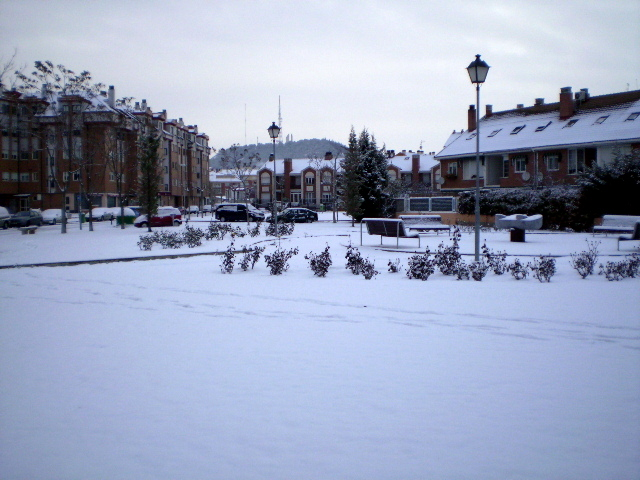
Сістерніга взимку, 2009 рік
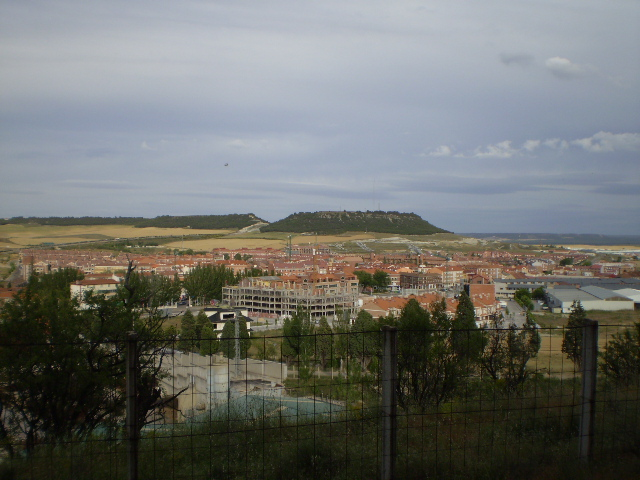
Сістерніга
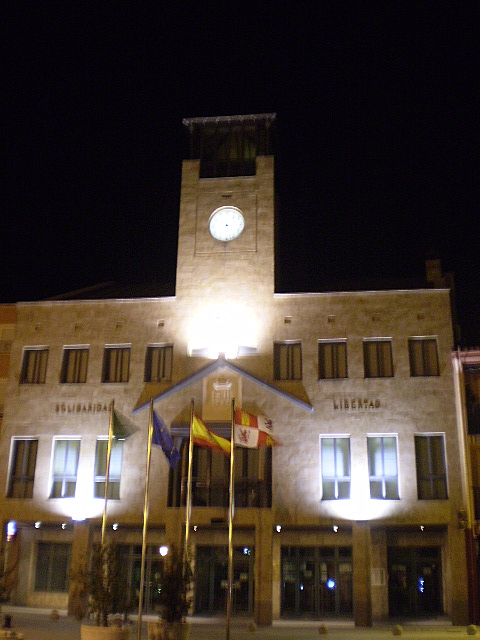
Муніципальна рада вночі